# Ministerio del Transporte (Cuba)
El Ministerio del Transporte de la República de Cuba, conocido por el acrónimo MITRANS, es el Ministerio del Transporte de la República de Cuba.

## Historia
En enero de 1959 se constituyó la Corporación Nacional de Transportes. Su jefe a partir de entonces fue el Comandante Julio Camacho Aguilera, hasta 1961.
El 17 de mayo de 1961, el capitán Omar Fernández Cañizares pasó a dirigir dicha Corporación. El 1 de agosto de 1961 por Ley n.º 960, se instituyó el Ministerio de Transportes. El capitán Omar Fernández Cañizares ocupa el cargo de ministro, hasta 1965. 
El 18 de septiembre de 1964 se crea el Instituto de Aeronáutica Civil de Cuba (IACC) y el 20 de agosto de 1970 se constituye el Ministerio de Marina Mercante y Puertos. Posteriormente, este último se reunificaría con el Ministerio del Transporte. 

## Ministros
- Julio Camacho Aguilera (1959-1961)
- Omar Fernández Cañizares (1961-1965)
- Faure Chomón Mediavilla (1965-1970)
- Antonio Enrique Lussón Batlle (1970-1980)
- Guillermo García Frías (1980-1985)
- Diocles Torralba (1985-1989) - Encausado por corrupción y complot contra el Estado.
- Senén Casas Regueiro (1989-1996) - Fallecido en el cargo.
- Álvaro Pérez Morales (1997-2003)
- Carlos Manuel Pazo Torrado (2003-2006)
- Jorge Luis Sierra Cruz (2006-2010) Destituido.
- César Ignacio Arocha Masid (2010-2015)
- Adel Yzquierdo Rodríguez (2015-2019)
- Eduardo Rodríguez Dávila (2019-en el cargo)